# Delirium
 Ikke at forveksle med Delirium (tegneseriefigur).
Delirium er i medicinsk terminologi en mental tilstand karakteriseret af en skarp nedgang i opmærksomhed og kognition (tænkeevne). Delirium adskiller sig fra psykose ved at delirium skyldes en direkte fysisk skadelig påvirkning af hjernen fremkaldt af legemlig sygdom eller forårsaget af delirianter (ex rusmidler, atropin, cyclizin) eller endog lægeordineret medicin som f.eks. smertestillende midler, beroligende midler, Prednisolon, parkinsonmidler og blærespasmolytika. Ved skizofreni og bipolær affektiv sindslidelse er der ikke tale om en direkte fysisk skadelig påvirkning af hjernen.

## Symptomer
- Bevidsthedsuklarhed i form af nedsat opfattelse af omgivelserne( apperception) og svækket (opmærksomhed)
- Kognitive forstyrrelser:
  - nedsat evne til at holde eller skifte fokus
  - sprogforståelsesbesvær
  - talebesvær
  - svækkelse af umiddelbar genkaldelse og korttidshukommelse med relativ velbevaret langtidshukommelse
  - desorientering i tid, sted og egne data

- Psykomotorisk forstyrrelse:
  - øget reaktionstid
  - hurtige skift mellem over- og underaktivitet
  - øget eller nedsat talestrøm
  - tendens til sammenfaren
- Forstyrret nattesøvn med:
  - søvnløshed, eller søvn om dagen og søvnløshed om natten (omvendt søvnrytme)
  - natlig forværring af symptomerne
  - urolige drømme og mareridt, evt. hallucinationer ved opvågning
- Akut indsætten og skiftende forløb
- Vrangforestillinger hyppigst i form af forfølgelse eller udnyttelse og især frygt for forgiftning
- Hallucinationer
  - syns-hallucinationer er karakteristiske. Ofte uhyggelige med ild, vand, skadedyr og truende personer
  - hørelses-hallucinationer kan forekomme, men er ikke karakteristiske

## Årsager
- Brat ophør af alkoholindtagelse hos alkoholikere.
- Indtagelse af delirianter (narkotika eller lægemidler).
- Kirurgisk indgreb.
- Infektion, f.eks.
  - Urinvejsinfektion.
  - Lungebetændelse.
- Væskemangel.
  - Høj feber.
  - Dehydrering (væskemangel).
  - Blodmangel.
  - For lavt blodtryk.
  - Hyponatriæmi (saltmangel).
- Nedsat kredsløbsfunktion.
  - Åreforkalkning.
  - Hjertesvækkelse.
  - Dårlig lungefunktion (bronkitis) og rygerlunger.
  - Blodprop i hjernen.
- Søvnmangel, især hos ældre og demente patienter.
- Slutstadiet af uhelbredelige kræftsygdomme.
  - I de sidste dage eller uger før døden indtræder, hvor kroppen er under generel nedbrydning, er den døende ofte delirøs, idet hjernen påvirkes af resten af kroppens ødelæggelse.

## Behandling
- Grundig legemlig undersøgelse for at finde årsagen til deliriet og om muligt behandle denne sygdomstilstand
- Medicingennemgang og pause med al medicin som ikke er livsvigtig (afgiftning)
- Optimal pleje. Væske, ro, lys, tolerance, menneskeligt nærvær
- Forløber oftest over 3-10 dage, men varer det længere kan midlertidig symptomatisk behandling med antipsykotika i lav dosering forsøges, selvom antipsykotika naturligvis ikke kan bedre den grundlæggende årsag til deliriet.
- Alkoholisk abstinens-delirium behandles oftest med phenobarbital (Fenemal) eller chlordiazepoxid (Risolid) samt med vitaminet tiamin
- I sjældne tilfælde kan tilstanden være så alvorlig og livstruende at deliranten må fastspændes i en seng med mavebælte eller at der må gives elektrochok behandling (ECT) for at afbryde den derirøse tilstand

### Behandling af deliriantforgiftning
- Afgiftning, altså afbrydelse af udsættelsen for det delirfremkaldende stof
- I sjældne tilfælde hvor deliriet er fremkaldt af antikolinerge delirianter (f.eks. belladonnaalkaloider), er physostigmin, som øger mængden af acetylcholin, første valg til behandling